# 一太郎
一太郎（いちたろう）は、ジャストシステムが販売する日本語ワープロソフトの名称である。同社の看板製品であり登録商標となっている。同社の専務でプログラマーだった浮川初子によって開発された。

## 名前の由来
創業者・浮川和宣が学生時代に家庭教師をしていた際、後に病死した受け持ちの中学生「太朗」君の名にちなんで命名された。「太郎」が日本の男の子の代表的な名前であることや、「太郎よ、日本一になれ」という思いを込めている。「新太郎」も候補になったが、「新バージョンが出たとき混乱する」という理由で却下され、一太郎という名称になった。
パッケージの赤色は「日の丸」の赤である。

## 概説

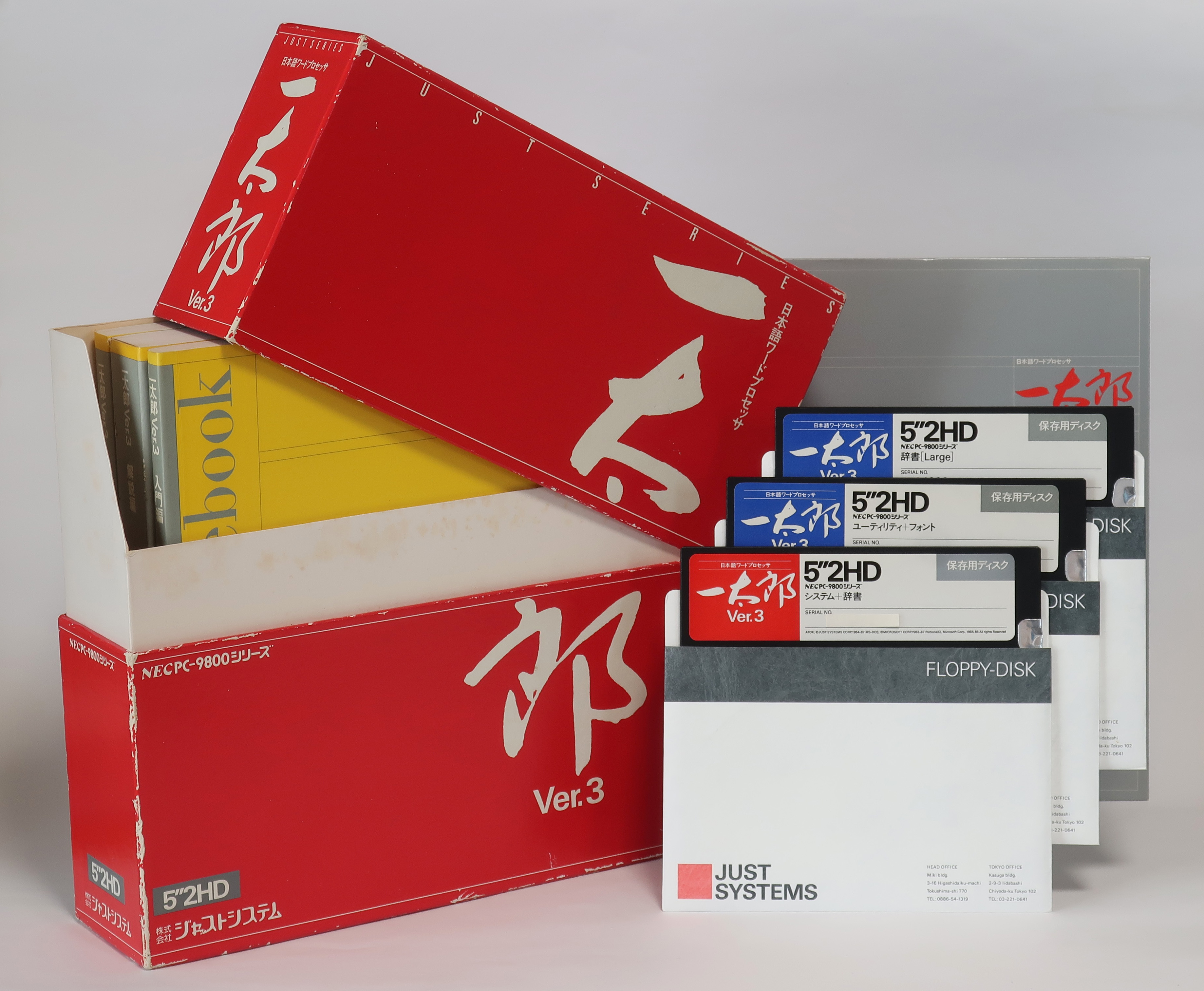
一太郎Ver.3

一太郎Ver.1の発売当時は、日本語ワープロソフトウェア業界では管理工学研究所の「松」が大きなシェアを占めていた。当時としてはいち早くDOSベースで開発された一太郎は、当初DOSアプリケーションでなかった松と差別化し、本体と日本語入力システムをいちはやく分離・他機種への移植・松のほぼ半値という、低価格ながらも引けを取らない機能などで「松」の牙城を崩し、やがて日本語ワープロソフトの代名詞的存在として圧倒的なシェアを占めていった。
「スペースキーでかな漢字変換・リターン(Enter)キーで変換候補の確定」という一般的な日本語入力の操作スタイルは、かつてJS-Wordから引き継いだ一太郎(ATOK)独特の操作法が、実質標準化していったものである。
しかし、完成度が高く独占的なシェアを得ていたVer.3から、ジャストウィンドウを採用し花子などファミリーソフトとの統合を図ったVer.4への切り替え時に失敗し、ごく短期間にVer.4.3までバージョンアップした。Ver.4およびジャストウィンドウは、当時としては高価だったEMSメモリやハードディスクドライブをほぼ必須としており（Ver.4に合わせてジャストシステムは自社ブランドでEMSメモリボードなどを提供していた）、上記のように一太郎専用機として使われることの多かったパソコンシステムに対しては、当時としては過剰とも見られる投資が必要だったためである。このときは「ATOK7はいいが、Ver.4は不要」との声に対してATOKの単体販売が始められ、またノートパソコンブームの影響もあって「一太郎dash」というVer.4のサブセット版を販売することになった。
OSがWindowsに移行していた過渡期、当時は単なるアプリケーションソフト・ランチャー色が強かったうえに日本語フォントの扱いが弱かったWindows 3.xの普及をジャストシステムは軽視し、アプリケーションソフトメーカーごとにウィンドウシステムを用意すべきであるとの持論を展開した。その回答として、すでに実績を持ちWYSIWYG機能に優れたジャストウィンドウを前面に押し出したが、のちの爆発的なWindowsの普及によりジャストウィンドウは立場を失ってしまい、一方でWindowsへの対応には遅れが生じることとなった。
その後、遅れてWindows版バージョン5を完成させるも、マイクロソフトによるWindows OS本体とWord/Excelの抱き合わせ販売などにより、次第にWordにシェアを奪われていく。特に、Windows 95に対応する新バージョンの開発には大幅な遅れが生じ、そして登場した「一太郎7」では、マクロ機能の実装が見送られたうえ、当時の普及帯パソコンに搭載されていた以上のメモリ容量を要求（当時の普及価格帯PCの一般的なメモリ搭載量は8-16MBであったのに対し、一太郎7は32MB以上のメモリを推奨としていた）する動作の重さが原因でユーザからの信頼を失い、すでにWindows 95と同時発売されていたマイクロソフト社のWord95に大きくシェアを奪われることとなった。
一太郎は2017年現在、Windows版のみしか販売されていない(かつてはMacintosh版、OS/2版やLinux版も発売されていたが、前2者はVer.5のみで開発終了、後1者も2013年に開発されたものが最終で2020年現在では販売終了している)。他にJava版の一太郎Arkも発売されている（ただし、標準フォーマットにXHTMLを採用しており、一太郎文書は読むことはできても書き出すことはできない）。かつてはノートパソコン向けに軽量化した「一太郎dash」「一太郎lite」シリーズを販売していたが、ある時期から多数のバリエーションを発売するようになり、家庭用統合ソフト「ジャストホーム」に同梱される「一太郎Home」シリーズ（最新版は一太郎SE）、小学生向けの「一太郎スマイル」シリーズ、中学・高校生向けの「一太郎ジャンプ」シリーズ、文芸作品作成に最適化された「一太郎 文藝」、公文書作成用の「一太郎ガバメント」などを作成し出荷している。
バージョン3の頃から、バージョンナンバーを名前の頭に付けて、バージョン3なら「三太郎」・4なら「四太郎」・5なら「五太郎」とユーザーの間で区別されていたこともあった。また、一時期「日本語ワードプロセッサ」ではなく、「インテリジェントドキュメントプロセッサ」と称していた時期があったが、現在は、「日本語ワードプロセッサ」と称されている。

## 歴史
- 1983年春 - 日本語ワープロ「光」を東京・晴海展示会でのマイクロソフトブース裏で展示中、NECが興味を示す[5]。PC-100に標準搭載するワープロソフトの依頼がジャストシステムに届き、7月から開発着手[6]。
- 1983年10月 - PC-100用日本語ワープロソフト「JS-WORD」を発表。（アスキーブランドにて流通、後のATOKに相当するFEPはKTISと呼ばれていた）
- 1984年12月 - IBM JXシリーズ向けに「jX-WORD」を発売[7]。
- 1985年2月 - PC-9801シリーズ向けに「jX-WORD太郎」を発売。ATOK3を付属ソフトとして同梱。
- 1985年8月28日[8] - 「jX-WORD太郎」の後継製品として「一太郎」を発売。日本語入力ソフト「ATOK4」をFEP化し、ATOKがMS-DOS上のどのソフトからも使えるようになった。
- 1986年5月 - 「一太郎Ver.2」を発売。「新一太郎」と呼ばれた。「ATOK5」を搭載。
- 1987年6月 - 「一太郎Ver.3」を発売。「三太郎」と呼ばれた。コピープロテクトをやめ、ユーザーが自由にバックアップをできるようになった。花子とも連動。
- 1989年4月 - 「一太郎Ver.4」を発売。「四太郎」と呼ばれた。ジャストウィンドウと呼ばれるウィンドウシステムを搭載し、「一太郎」と「花子」や他のソフトが同時に使えるようになった。
- 1992年4月 - 「一太郎Ver.4」FM TOWNS対応版を発売。
- 1993年4月 - 「一太郎Ver.5」を発売。「ATOK8」搭載。ハードディスクドライブへのインストールが必須となる。MS-DOS版は、ジャストウィンドウVer.2対応としてPC-9800シリーズ版（EPSON PCシリーズにも公式対応）の他、FM-R/FM TOWNS版・PC/AT互換機版・東芝J-3100シリーズ版も発売されていた。またWindows版、Macintosh版、OS/2版も開発。WYSIWYGを実現した。漢字の前後の文脈を考えて、変換する機能を搭載。
- 1995年1月 - 「一太郎Ver.6」（Windows 3.1対応版のみ）を発売。
- 1995年6月 -  ジャストウィンドウ対応の一太郎Ver. 5 with ATOK9[注釈 2]が発売される。
- 1995年7月 - 「一太郎Ver.5 for Macintosh」を発売。
- 1995年8月 - 「一太郎Ver.6.3」を発売。インターネット対応を図った。
- 1996年9月13日 - 「一太郎7」を発売[9]。Windows 95に初めて正式対応[注釈 3]。完全な32BitソフトのためWindows 3.1以前では対応外。
- 1997年2月28日 - 「一太郎8」を発売[10]。原稿用紙に直接印刷できる機能を搭載。
  - これ以降拡張子が*.jtdに統一される。OfficeEdition版はUnicodeに対応し、約2万文字を収録した拡張漢字フォントが付属していた。
- 1998年9月25日 - 「一太郎9」を発売[11]。
- 1999年9月23日 - 「一太郎10」を発売。ワークシートに対応[12]。
- 2001年2月9日 - 「一太郎11」を発売。オンラインストレージサービス「インターネットディスク」と連携[13]。
- 2002年2月8日 - 「一太郎12」を発売。ナレッジウィンドウを追加[14]。
  - 一太郎12から一太郎2004までの間、「インテリジェントドキュメントプロセッサ(IDP)」という肩書きになる。またWindows 95はこのバージョンから対応外。
- 2003年2月7日 - 「一太郎13」を発売[15]。
- 2004年2月6日 - 「一太郎2004」(14)を発売。アウトライン編集機能を追加[16]。
  - このバージョンよりWindows NT 4.0は対応外となった。
  - このバージョンよりバージョン番号を西暦年とした。「今後一太郎/花子シリーズは毎年発売されるため」としている[17]。
- 2005年2月10日 - 「一太郎2005」(15)を発売[18]。
  - 以降、肩書きは再び「日本語ワードプロセッサ」に戻る。
- 2005年9月22日 - 「一太郎　文藝」を発売[19]。
- 2006年2月10日 - 「一太郎2006」(16)を発売[20]。
  - 2006年9月には、追加モジュールによりODF（Open Document Format）に対応した。
- 2007年2月9日 - 「一太郎2007」(17)を発売。初のWindows Vista正式対応。
  - なお、発売予定日前日の8日に統合オフィスソフトJUST Suite 2007のインストーラに不具合が発見されたため、3月9日に発売延期が発表された（一太郎や花子など単体製品のインストーラには問題がないため予定通り発売）。またWindows 98/Meは今バージョンより対応外となる。
- 2008年2月8日 - 「一太郎2008」(18)を発売。
- 2009年2月6日 - 「一太郎2009」(19)を発売。同年10月13日付のアップデータ適用により、制限付きながらも、Windows 7(32 / 64bit版)に正式対応した。はがき作成機能が一新され、楽々はがきの簡易版にあたる「楽々はがき セレクト for 一太郎」を搭載。
- 2009年、日本タイポグラフィ協会顕彰「佐藤敬之輔賞」を受賞[21]。
- 2010年2月5日 - 「一太郎2010[25周年記念パック]」(20)を発売。発売当初から、Windows 7(32 / 64bit版)に正式対応済み。64bit版Windowsでは32bit互換アプリとして動作する。Windows 2000は対応外となる。
- 2010年3月2日 - 情報処理学会が「一太郎」を情報処理技術遺産として認定した[22]。
- 2011年2月10日 - 「一太郎2011 創」(21)[注釈 4]ならびに統合オフィスソフト 「一太郎2011 創 スーパープレミアム / プレミアム」[注釈 5]を発売。
- 2011年6月9日 - 「一太郎Pro」が法人向けライセンス商品として発売。法人向けライセンス商品である、統合オフィスソフト「JUST Office」[注釈 6]にも含まれている。また単体商品としては、法人向けライセンス商品「一太郎2011」の後継商品でもある。
- 2012年2月10日 - 「一太郎2012 承」(22)[注釈 7]ならびに統合オフィスソフト 「一太郎2012 承 スーパープレミアム / プレミアム」[注釈 8]を発売。単体製品の「一太郎」について、前バージョンまではCD-ROMのみの販売であったが、このバージョンからDVD-ROMのみの販売に移行した。同年5月24日付のアップデータ適用により、制限付きながらも、Windows 8(32 / 64bit版)に正式対応した。
- 2013年2月8日 - 「一太郎2013 玄」(23)[注釈 7]ならびに統合オフィスソフト 「一太郎2013 玄 スーパープレミアム / プレミアム」[注釈 8]を発売。発売当初から、Windows 8(32 / 64bit版)に正式対応済み。64bit版Windowsでは32bit互換アプリとして動作する。
- 2014年2月7日 - 「一太郎2014 徹」(24)ならびに統合オフィスソフト 「一太郎2014 徹 スーパープレミアム / プレミアム」を発売。Windows 8.1に対応。
- 2015年2月6日 - 「一太郎2015」(25)ならびに統合オフィスソフト 「一太郎2015 スーパープレミアム 30周年記念パック / プレミアム」を発売。「2011 創」から続いた、年に漢字一字を付したバージョン名をやめ、年のみに戻る。また、Windows XPが非対応になる。スーパープレミアム限定で、一太郎dashの特別記念復刻版「一太郎dash 30th」が付属。
- 2016年2月5日 - 「一太郎2016」(26)ならびに統合オフィスソフト 「一太郎2016 スーパープレミアム / プレミアム」を発売。発売当初から、Windows 10(32 / 64bit版)に正式対応済み。
- 2017年2月3日 - 「一太郎2017」(27)ならびに統合オフィスソフト 「一太郎2017 スーパープレミアム / プレミアム」を発売。また、Windows Vistaが非対応になる。
- 2018年2月9日 - 「一太郎2018」(28)ならびに統合オフィスソフト 「一太郎2018 スーパープレミアム / プレミアム」を発売。
- 2019年2月8日 - 「一太郎2019」(29)ならびに統合オフィスソフト 「一太郎2019 スーパープレミアム / プレミアム」を発売。
- 2020年2月7日 - 「一太郎2020」(30)ならびに統合オフィスソフト 「一太郎2020 プラチナ[35周年記念版]」を発売。また、Windows 7が非対応になる。
- 2021年2月5日 - 「一太郎2021」(31)ならびに統合オフィスソフト 「一太郎2021 プラチナ」を発売。
- 2022年2月10日 - 「一太郎2022」(32)ならびに統合オフィスソフト 「一太郎2022 プラチナ」を発売。
- 2023年2月10日 - 「一太郎2023」(33)ならびに統合オフィスソフト 「一太郎2023 プラチナ」を発売。「楽々はがき セレクト」が削除される。このバージョンから、Windows 8(8.1)が非対応になる。
- 2024年2月9日 - 「一太郎2024」(34)ならびに統合オフィスソフト 「一太郎2024 プラチナ」を発売。
- 2025年2月7日 - 「一太郎2025」(35)ならびに統合オフィスソフト 「一太郎2025 プラチナ[40周年記念版]」を発売。

## パッケージロゴの変遷
一太郎のキャラクターデザインはおかべてつろう
- 初代（一太郎Ver.1 - 一太郎Ver.3まで使用） - ジャストシステム創業者・浮川和宣による毛筆[21]
- 2代目（一太郎Ver.4 - 一太郎9まで使用） - 進藤洋子による毛筆アート[21]
- 3代目（一太郎10 - 一太郎13まで使用） - 舟橋全二による切り絵カリグラフィ[21]
- 4代目（一太郎2004 - 一太郎2009まで使用） - 明朝体ロゴ
- 5代目（一太郎2010・一太郎2015で使用） - 2代目同様、進藤洋子による毛筆アート（2代目と異なるデザイン）
- 6代目（一太郎2011で使用） - 紫舟による毛筆
- 7代目（一太郎2012 - 一太郎2014、一太郎2016以降で使用） - 藤田幸恵による筆文字

## 累計出荷本数の推移
- 1991年11月7日 - 100万本
- 1994年6月 - 200万本
- 1995年3月 - 300万本
- 1995年12月 - 400万本
- 1996年4月19日 - 500万本
- 1996年10月11日 - 700万本
- 1997年1月 - 800万本
- 1997年9月19日 - 1000万本
- 1999年7月 - 1200万本
- 2002年12月 - 1600万本
- 2005年2月 - 1800万本
- 2009年 - 2000万本以上[21]

（「jX-Word太郎」と「一太郎」の合計。ジャストシステム発表による）

## 長所と短所
日本語の文章作成を前提としたソフトであるため日本語に関する機能は豊富であるが、Microsoft WordやOpenOfficeなどの競合ソフトと比較すると短所も見受けられる。

### 長所
- 最も安価な標準パッケージにも最新版のATOKが付属し、プレミアム版にはフォントやATOK用の辞書や読み上げソフトなどが付属する[25]。また設定メニューを直接呼び出せるなど、ATOKとの連携機能も備わっている[26]。
- 一太郎の既存ユーザー向けにはバージョンアップ版、ジャストシステム他製品の所持者やMicrosoft Office利用者向けに特別優待版などの割引がある。また同一ユーザーの所有であれば、1ライセンスで3台までのインストールを認めている。
- 縦書きへの切り替えやルビの細かい設定、準仮名や異体字セレクタの入力、漢字とひらがな用のフォントの個別設定、市販されている原稿用紙を再現したテンプレートが多数付属しているなど、執筆をサポートする機能が豊富[27][25]。また漢文の作成に関する機能もあるなど教育分野で需要の高い機能もある[25]。
- Microsoft WordやPowerPointなどと比較して、「書式設定の緻密性」が最大の特徴であり、字間や行間、罫線と文字列の間隔など非常に細かく設定できる[27]。日本の官公庁内部で使われる様式に詳細な指定がある文章にも対応できる[28]。
- 一般的な禁則処理の他にも、ジャストシステムの文章校正支援ツール「Just Right!」の簡易版を搭載しており、機種依存文字、誤字脱字、頻出語・表記揺れのチェック、読みやすさの評価などDTPソフトにもない機能がある[25][27]。またビジネスや小説など各分野の実情に合わせた改良を行っている[24][26]。
- 文章を印刷する際の機能が充実している[26]。
- 最新版においてもVer.2以降のファイルは全て読み込み可能であるなど、過去の資産について配慮されている。またODFやEPUBなど新たなフォーマットにも随時対応している。
- 専用形式を表示できるビューアが無償で配布されているため、一太郎を購入しなくてもファイルの閲覧と印刷ができる（Windows用のみ）。
- EPUB形式の出力に対応しており、リフロー型と画像化による固定レイアウトが選択できる他、koboやKindleなど各デバイスへの最適化、保存時に異字体セレクタで入力した文字だけを画像にして貼り付け、小説投稿サイトからコピーした文章の書式維持や多用される改行を一括削除するなど電子出版に必要な機能が追加されている[27]。

### 短所
- Microsoft Office系アプリケーションと比較して、ドキュメント内の画像やテキストボックスなどのオブジェクト貼付機能の操作性が独特である。
- 独自形式でしか再現できない書式が多くフォーマット自体もクローズドであるため、将来のファイル運用に支障がでる可能性がある。
- ショートカットキー『CTRL+S』には『上書き保存』へ割り当てられているが、『CTRL+F』には『段落指定』が割り当てられている（通常は『検索』）など、ジャストウィンドウに準拠した割り当てが混在している。さらにこの割り当ては、自社製のソフト間でも整合性がない（ラベルマイティなど）。ただし、一太郎2017以降では「一太郎オーダーメイド」[29]により、初回起動時に一部のキーアサインは一太郎仕様／Windows準拠から選択可能となっている。
- マクロ機能がVBAと比べて貧弱で、開発言語やデータベースソフトなどからの接続性も低い。独自の表計算ツールが組み込まれているが性能は専用ソフトと比較して劣っているうえ、仕様が突如変更されてもヘルプの記述は最低限であるなど利用価値が低い。またVBAとの互換性や接続なども配慮されていない。
- 前述のようにWindows上でしか開発されておらず、互換フリーソフトなどもないことから、Windows以外のOSでは一太郎形式で作成されたデータを読むことすらできない。

## 現在
野村證券・日本経済新聞社・共同通信社・鉄道会社などの一部の民間企業では一太郎を標準のワープロソフトとして指定している。
かつては公文書の作成に向いているため中央省庁でのシェアが高く、一太郎の脆弱性を利用したウイルスが中央省庁に送信される事件もあった。2018年ごろからは新規採用者がWordで教育を受け一太郎の操作を知らないことや、併用による業務効率の低下を避けるためWordへの一本化が進行しシェアが低下している。各種公的機関がウェブサイト上で公開している申請書等のファイルは一太郎形式のファイル(.jtd)で公開しているケースもあったが、現在ではPDFやMicrosoft Word形式への統一が進んでいる。
小説家、記者など日本語の文章を書く職業にも人気が高い。
学校を始めとした教育業界においてはDTPソフトよりも低価格ながら、漢文への対応など書式の詳細な設定や強力な罫線機能により各種プリント物の作成が容易であるため依然としてシェアが高い。メーカーでも教材作成時に必要となる機能を強化するなどしている。
中央省庁では、検察庁、裁判所の一部、政務三役の答弁書など法務関連や書式が指定される分野で利用されている。また宮内庁では「簡単なパソコン操作」の例としてあげている。農林水産省が長らく使用してきたが、民間企業とのやりとりや他省庁文書との互換性、法案の条文ミスなど不都合が生じるようになったため、2021年3月、Microsoft Word使用を原則化する通知が出された。なお法案条文のミスに関しては富士通と共同開発した「法制執務業務支援システム（e-LAWS）」が使いにくいためであり、一太郎とは関係が無いという見解もある。
法曹三者（裁判官、検察官、弁護士）の間では、準備書面など業務で使う文書を直感的な操作で作成出来るため、ATOKと合わせて愛用者が多い。

## 一太郎プレミアム、一太郎スーパープレミアム
2011年から法人向けとなった「JUST Suite」の後継として個人向けに2019年まで提供されていた商品。一太郎に加えて厳選ソフトを収録、という位置づけである。
以下は「一太郎2018 プレミアム / スーパープレミアム」の構成。
- 一太郎2018 - ワープロソフト
- ATOK for Windows 一太郎2018 Limited - 日本語入力システム
- 2018限定特典
  - 過去のバージョンでは 花子でアレンジ 一太郎テンプレート（2017） を搭載。
- イワタ書体　4ファミリー8書体（イワタ明朝体／イワタ明朝体オールド／イワタゴシック体オールド／学参教科書体）
  - 学参教科書体は文部科学省の学習指導要領にある代表的な字形に準拠。
  - 過去のバージョンでは フォントワークス　5ファミリー10書体（筑紫明朝／筑紫Aオールド明朝／筑紫ゴシック／マティス／ニューロダン）（2017） モトヤフォント（2016） 30周年記念フォントパック（2015） 字游工房フォント（2014） 秀英体フォント（2013） ヒラギノフォント（2012） リュウミン／新ゴ（2011） を搭載。
    - ただし、モリサワ・タイプバンクの各フォントのうちに2011・2015に付属するフォント（UD黎ミン／UD新ゴ／UDタイポス／流飄行書（2015）、リュウミン／新ゴ（2011））は暗号化された専用フォント（OSの管理下にある汎用の「フォントフォルダ」ではなく専用フォントとして独自のディレクトリに収められている）で、一太郎（2011 創以降）、花子（2011以降）、三四郎（2010）、JUST Calc、JUST Slide、JUST Focus、JUST PDF（2以降）のみで使用可能。

- ATOK連携辞書　広辞苑 第七版
  - 過去のバージョンでは 岩波国語辞典／明鏡ことわざ成句使い方辞典／大修館四字熟語辞典／ジーニアス英和・和英辞典（2017）など。
  - 大辞泉、新明解国語辞典、角川俳句歳時記などを搭載するバージョンも過去にあった。

- 花子2018 - 統合グラフィックソフト
- Shuriken 2018 - 電子メールクライアント
- 詠太8 - 音声読み上げソフト
- JUST PDF 3［作成・編集］ - PDF作成・編集ソフト

以下は、スーパープレミアムにのみ付属する。
- 2018限定特典
  - ブリタニカ国際年鑑 2008 - 2017
  - Britannica ImageQuest
    - 過去のバージョンでは 一太郎ポータブル with oreplug（2011） 一太郎ハンディスキャナー（2012） 一太郎マウス型スキャナー（2014） 一太郎プレミアムマウス 深紅 [Deep Red]／一太郎・花子開発者監修ガイドブック　花子でとことん一太郎（2017）など。
- Zoner Photo Sutudio X - フォトレタッチソフト
- JUST Calc 3 /R.3  - 表計算ソフト
  - 法人向け製品と同等のものが付属している。（ただし、マクロ機能は利用できるもののサポート対象外であるなど、多少扱いは異なる。）
  - 個人向けの単体での販売はされていない。
  - 過去、「2011 創」では 三四郎2010 が付属していた。
- JUST Focus 3 /R.3 - プレゼンテーションソフト
  - 法人向け製品と同等のものが付属している。
  - 個人向けの単体での販売はされていない。
  - 過去、「2011 創」では Agree 2010（韓国Haansoft Slide 2007ベース）、「2012 承」から「2015」までは JUST Slide（韓国Haansoft Hanshow 2010ベース）が付属していた。

プレミアム／スーパープレミアムともにDVD-ROM版、USB版(ディスクドライブを搭載しない小型PC向けで、USB起動ができるわけではない)、DL版の3形態で提供されている。
| 種別                         | 一太郎2019                                                                                  | 一太郎2018                                                         | 一太郎2017                                                                           | 一太郎2016                                          | 一太郎2015                                            | 一太郎2014徹                                                                 | 一太郎2013玄                                                        | 一太郎2012承                                                           | 一太郎2011創                                                                   | 基本     | P              | SP                         |
| ---------------------------- | ------------------------------------------------------------------------------------------- | ------------------------------------------------------------------ | ------------------------------------------------------------------------------------ | --------------------------------------------------- | ----------------------------------------------------- | ---------------------------------------------------------------------------- | ------------------------------------------------------------------- | ---------------------------------------------------------------------- | ------------------------------------------------------------------------------ | -------- | -------------- | -------------------------- |
| 発売日                       | 2019年 2月8日                                                                               | 2018年 2月9日                                                      | 2017年 2月3日                                                                        | 2016年 2月5日                                       | 2015年 2月6日                                         | 2014年 2月7日                                                                | 2013年 2月8日                                                       | 2012年 2月10日                                                         | 2011年 2月10日                                                                 |          |                |                            |
| 対応OS                       | 日本語Windows 10/8.1 /7(SP1以上)                                                            | 日本語Windows 10/8.1 /7(SP1以上)                                   | 日本語Windows 10/8.1 /7(SP1以上)                                                     | 日本語Windows 10/8.1 /7(SP1以上) /Vista(SP2以上)    | 日本語Windows 8.1/8/7 /Vista(SP2以上)                 | 日本語Windows 8.1/8/7 /Vista(SP2以上) /XP(SP3以上)                           | 日本語Windows 8/7 /Vista(SP2以上) /XP(SP3以上)                      | 日本語Windows 7 /Vista(SP2以上) /XP(SP3以上)                           | 日本語Windows 7 /Vista(SP1以上) /XP(SP3以上)                                   |          |                |                            |
| ワープロソフト               | 一太郎2019                                                                                  | 一太郎2018                                                         | 一太郎2017                                                                           | 一太郎2016                                          | 一太郎2015                                            | 一太郎2014徹                                                                 | 一太郎2013玄                                                        | 一太郎2012承                                                           | 一太郎2011創                                                                   | 一 太 郎 | プ レ ミ ア ム | ス ー パ ー プ レ ミ ア ム |
| 日本語入力システム           | ATOK for Windows 一太郎2019 Limited                                                         | ATOK for Windows 一太郎2018 Limited                                | ATOK 2017 for Windows                                                                | ATOK 2016 for Windows                               | ATOK 2015 for Windows                                 | ATOK 2014 for Windows                                                        | ATOK 2013 for Windows                                               | ATOK 2012 for Windows                                                  | ATOK 2011 for Windows                                                          | 一 太 郎 | プ レ ミ ア ム | ス ー パ ー プ レ ミ ア ム |
| はがき作成・住所録管理       | 楽々はがき セレクト for 一太郎                                                              | 楽々はがき セレクト for 一太郎                                     | 楽々はがき セレクト for 一太郎                                                       | 楽々はがき セレクト for 一太郎                      | 楽々はがき セレクト for 一太郎                        | 楽々はがき セレクト for 一太郎                                               | 楽々はがき セレクト for 一太郎                                      | 楽々はがき セレクト for 一太郎                                         | 楽々はがき セレクト for 一太郎                                                 | 一 太 郎 | プ レ ミ ア ム | ス ー パ ー プ レ ミ ア ム |
| 辞書1                        |                                                                                             |                                                                    |                                                                                      |                                                     |                                                       |                                                                              |                                                                     | ご当地おみや げもの辞書                                                |                                                                                | 一 太 郎 | プ レ ミ ア ム | ス ー パ ー プ レ ミ ア ム |
| 辞書1                        |                                                                                             |                                                                    |                                                                                      |                                                     |                                                       |                                                                              | 覚えて得する 日→英ことわざ辞書                                      |                                                                        |                                                                                | 一 太 郎 | プ レ ミ ア ム | ス ー パ ー プ レ ミ ア ム |
| 辞書1                        |                                                                                             |                                                                    |                                                                                      |                                                     |                                                       |                                                                              | 一発変換 お名前辞書                                                 |                                                                        |                                                                                | 一 太 郎 | プ レ ミ ア ム | ス ー パ ー プ レ ミ ア ム |
| テンプレート1                |                                                                                             |                                                                    |                                                                                      | らくらく新聞 テンプレート                           |                                                       |                                                                              |                                                                     | 縦書きベストマッチ 専用テンプレート                                    |                                                                                | 一 太 郎 | プ レ ミ ア ム | ス ー パ ー プ レ ミ ア ム |
| イラスト                     |                                                                                             |                                                                    |                                                                                      |                                                     |                                                       |                                                                              |                                                                     | 便せん・手紙で使える 厳選 和の風物イラスト100                          |                                                                                | 一 太 郎 | プ レ ミ ア ム | ス ー パ ー プ レ ミ ア ム |
| フォント1                    | IPAmj明朝フォント                                                                           | IPAmj明朝フォント                                                  | IPAmj明朝フォント                                                                    | IPAmj明朝フォント                                   | IPAmj明朝フォント                                     | IPAmj明朝フォント                                                            |                                                                     | AR祥南真筆行書体M /AR祥南真筆行書連綿体M /AR P祥南真筆行書連綿体M      |                                                                                | 一 太 郎 | プ レ ミ ア ム | ス ー パ ー プ レ ミ ア ム |
| フォント1                    |                                                                                             |                                                                    | [ 注(パッケージ1) 4 ]                                                                | モトヤUP新聞ゴシ Otf W2                             |                                                       |                                                                              |                                                                     | AR行楷書体H /AR行楷連綿体H                                             |                                                                                | 一 太 郎 | プ レ ミ ア ム | ス ー パ ー プ レ ミ ア ム |
| フォント1                    |                                                                                             |                                                                    |                                                                                      | モトヤUP新聞明朝 Otf W3                             |                                                       |                                                                              |                                                                     | AR行楷書体L /AR行楷連綿体L                                             |                                                                                | 一 太 郎 | プ レ ミ ア ム | ス ー パ ー プ レ ミ ア ム |
| フォント1                    |                                                                                             |                                                                    |                                                                                      |                                                     |                                                       |                                                                              | AR楷書体M                                                           |                                                                        |                                                                                | 一 太 郎 | プ レ ミ ア ム | ス ー パ ー プ レ ミ ア ム |
| フォント1                    |                                                                                             |                                                                    |                                                                                      |                                                     |                                                       |                                                                              | AR教科書体M                                                         |                                                                        |                                                                                | 一 太 郎 | プ レ ミ ア ム | ス ー パ ー プ レ ミ ア ム |
| フォント1                    |                                                                                             |                                                                    |                                                                                      |                                                     |                                                       |                                                                              | ARペン楷書体L                                                       |                                                                        |                                                                                | 一 太 郎 | プ レ ミ ア ム | ス ー パ ー プ レ ミ ア ム |
| ソフト                       |                                                                                             |                                                                    |                                                                                      |                                                     | らくらく！ 画面カッター                               |                                                                              |                                                                     |                                                                        |                                                                                | 一 太 郎 | プ レ ミ ア ム | ス ー パ ー プ レ ミ ア ム |
| ソフト                       |                                                                                             |                                                                    |                                                                                      | はかどる！ 数式メーカー                             |                                                       |                                                                              |                                                                     |                                                                        |                                                                                |          | プ レ ミ ア ム | ス ー パ ー プ レ ミ ア ム |
| 音声読み上げソフト           | 詠太9                                                                                       | 詠太8                                                              | 詠太7                                                                                | 詠太6                                               | 詠太5                                                 | 詠太4                                                                        | 詠太3                                                               | 詠太2                                                                  | 詠太                                                                           |          | プ レ ミ ア ム | ス ー パ ー プ レ ミ ア ム |
| 辞書2 (P,SP)                 | 明鏡国語辞典 第二版 for ATOK                                                                | 広辞苑 第七版 for ATOK                                             | 岩波国語辞典 (第七版新版) for ATOK                                                   | 精選版日本国語大辞典 for ATOK                       | 三省堂国語辞典 第七版 for ATOK                        | 新明解国語辞典 第七版 for ATOK                                               | デジタル 大辞泉 for ATOK                                            | 明鏡国語辞典 第二版 for ATOK                                           | 三省堂 スーパー大辞林 3.0(第三版) for ATOK                                     |          | プ レ ミ ア ム | ス ー パ ー プ レ ミ ア ム |
| 辞書2 (P,SP)                 |                                                                                             |                                                                    | ジーニアス英和辞典 第5版 for ATOK                                                    | ジーニアス英和辞典 第5版 for ATOK                   | ジーニアス英和辞典 第4版 for ATOK                     | ジーニアス英和辞典 第4版 for ATOK                                            | ジーニアス英和辞典 第4版 for ATOK                                   | ジーニアス英和辞典 第4版 for ATOK                                      | ジーニアス英和辞典 第4版 for ATOK                                              |          | プ レ ミ ア ム | ス ー パ ー プ レ ミ ア ム |
| 辞書2 (P,SP)                 |                                                                                             |                                                                    | ジーニアス和英辞典 第3版 for ATOK                                                    | ジーニアス和英辞典 第3版 for ATOK                   | ジーニアス和英辞典 第3版 for ATOK                     | ジーニアス和英辞典 第3版 for ATOK                                            | ジーニアス和英辞典 第3版 for ATOK                                   | ジーニアス和英辞典 第3版 for ATOK                                      | ジーニアス和英辞典 第2版 for ATOK                                              |          | プ レ ミ ア ム | ス ー パ ー プ レ ミ ア ム |
| 辞書2 (P,SP)                 | 日本語シソーラス 第2版 類語検索辞典 for ATOK                                                |                                                                    | 明鏡ことわざ成句 使い方辞典 for ATOK                                                 |                                                     | 三省堂類語新辞典 for ATOK                             |                                                                              | 合本 俳句歳時記 (第四版) for ATOK                                   |                                                                        | 三省堂 敬語の お辞典 for ATOK                                                  |          | プ レ ミ ア ム | ス ー パ ー プ レ ミ ア ム |
| 辞書2 (P,SP)                 |                                                                                             | 大修館四字熟語辞典 for ATOK                                        |                                                                                      |                                                     |                                                       |                                                                              |                                                                     |                                                                        |                                                                                |          | プ レ ミ ア ム | ス ー パ ー プ レ ミ ア ム |
| フォント2 (P,SP)             | DJS秀英 初号明朝 StdN Hv                                                                    | イワタ 中細明朝体 Pr6N 太明朝体 Pr6N (2書体)                       | フォントワークス FJS-筑紫明朝 Pr6N R FJS-筑紫明朝 Pr5N B (2書体)                     | モトヤ J04アポロN3 J04アポロN5 (2書体)              | モリサワMJS-UD黎ミン M                                | JJS游明朝体 Pr6N R JJS游明朝体 Pr6N M JJS游明朝体 Pr6N D (3書体)             | DSJ 秀英明朝 StdN L DSJ 秀英明朝 StdN M DSJ 秀英明朝 StdN B (3書体) | ヒラギノ明朝 ProN W3 ヒラギノ明朝 ProN W6 (2書体)                      | モリサワ MJS-リュウミン L-KL MJS-リュウミン EB-KL MJS-リュウミン EH-KL (3書体) |          | プ レ ミ ア ム | ス ー パ ー プ レ ミ ア ム |
| フォント2 (P,SP)             | DJS秀英 にじみ明朝 StdN L                                                                   | イワタ 明朝体オールド Pr6N 太明朝体オールド Pr6N (2書体)           | フォントワークス FJS-筑紫A オールド明朝 Pr6N R FJS-筑紫A オールド明朝 Pr6N B (2書体) | モトヤ J04マルベリN2                                | モリサワ MJS-UD新ゴNT M                               | JJS游ゴシック体 Pr6N R JJS游ゴシック体 Pr6N M JJS游ゴシック体 Pr6N B (3書体) | DSJ 秀英横太明朝 StdN M DSJ 秀英横太明朝 StdN B (2書体)             | ヒラギノ角ゴ ProN W3 ヒラギノ角ゴ ProN W6 ヒラギノ角ゴ ProN W8 (3書体) | モリサワ MJS-新ゴ L MJS-新ゴ M MJS-新ゴ B (3書体)                              |          | プ レ ミ ア ム | ス ー パ ー プ レ ミ ア ム |
| フォント2 (P,SP)             | DJS秀英 明朝 Pr6N L DJS秀英 明朝 Pr6N M DJS秀英 明朝 Pr6N B (3書体)                         | イワタ 細ゴシック体オールド Pr6N 太ゴシック体オールド Pr6N (2書体) | フォントワークス FJS-筑紫ゴシック Pr5N R FJS-筑紫ゴシック Pr5N D (2書体)             | モトヤ J04シーダN3                                  | ヒラギノUD角ゴ StdN W3 ヒラギノUD角ゴ StdN W6 (2書体) | JJS游教科書体 N M                                                            |                                                                     | ヒラギノ丸ゴ ProN W4                                                   |                                                                                |          | プ レ ミ ア ム | ス ー パ ー プ レ ミ ア ム |
| フォント2 (P,SP)             | DJS秀英 角ゴシック金 StdN L DJS秀英 角ゴシック金 StdN M DJS秀英 角ゴシック金 StdN B (3書体) | IJS-G-イワタ 細教科書体ProN 太教科書体ProN (2書体)                 | フォントワークス FJS-マティス ProN M FJS-マティス ProN EB (2書体)                    | モトヤ J04ゴシックN3 J04ゴシックN5 (2書体)          | DJS 秀英角ゴシック銀 StdN L                           | JJS游明朝体 五号かな R JJS游明朝体 五号かな M JJS游明朝体 五号かな D (3書体) |                                                                     |                                                                        |                                                                                |          | プ レ ミ ア ム | ス ー パ ー プ レ ミ ア ム |
| フォント2 (P,SP)             |                                                                                             |                                                                    | フォントワークス FJS-ニューロダン ProN M FJS-ニューロダン ProN B (2書体)             | モトヤ J04明朝N2 J04明朝N5 (2書体)                  | DJS 秀英丸ゴシック StdN L                             |                                                                              |                                                                     |                                                                        |                                                                                |          | プ レ ミ ア ム | ス ー パ ー プ レ ミ ア ム |
| フォント2 (P,SP)             |                                                                                             |                                                                    |                                                                                      | JJS游ゴシック体 Pr6N D                              |                                                       |                                                                              |                                                                     |                                                                        |                                                                                |          | プ レ ミ ア ム | ス ー パ ー プ レ ミ ア ム |
| フォント2 (P,SP)             |                                                                                             |                                                                    |                                                                                      | JJS游明朝体 Pr6N L                                  |                                                       |                                                                              |                                                                     |                                                                        |                                                                                |          | プ レ ミ ア ム | ス ー パ ー プ レ ミ ア ム |
| フォント2 (P,SP)             |                                                                                             |                                                                    |                                                                                      | JJS游明朝体 五号かな L                              |                                                       |                                                                              |                                                                     |                                                                        |                                                                                |          | プ レ ミ ア ム | ス ー パ ー プ レ ミ ア ム |
| フォント2 (P,SP)             |                                                                                             |                                                                    |                                                                                      | TJS-UDタイポス58                                    |                                                       |                                                                              |                                                                     |                                                                        |                                                                                |          | プ レ ミ ア ム | ス ー パ ー プ レ ミ ア ム |
| フォント2 (P,SP)             |                                                                                             |                                                                    |                                                                                      | TJS-流飄行書B                                       |                                                       |                                                                              |                                                                     |                                                                        |                                                                                |          | プ レ ミ ア ム | ス ー パ ー プ レ ミ ア ム |
| 統合グラフィックソフト       | 花子2019                                                                                    | 花子2018                                                           | 花子2017                                                                             | 花子2016                                            | 花子2015                                              | 花子2014                                                                     | 花子2013                                                            | 花子2012                                                               | 花子2011                                                                       |          | プ レ ミ ア ム | ス ー パ ー プ レ ミ ア ム |
| 電子メールクライアント       | Shuriken 2018                                                                               | Shuriken 2018                                                      | Shuriken 2016                                                                        | Shuriken 2016                                       | Shuriken 2014                                         | Shuriken 2014                                                                | Shuriken 2012                                                       | Shuriken 2012                                                          | Shuriken 2010 [音声読み上げ対応版]                                             |          | プ レ ミ ア ム | ス ー パ ー プ レ ミ ア ム |
| PDF作成・編集ソフト          | JUST PDF 4 [作成・編集]                                                                     | JUST PDF3[作成・編集]                                              | JUST PDF3[作成・編集]                                                                | JUST PDF3[作成・編集]                               | JUST PDF3[作成・編集]                                 | JUST PDF3[作成・編集]                                                        | JUST PDF3[作成・編集]                                               | JUST PDF2[作成・編集]                                                  | JUST PDF2[作成・編集]                                                          |          | プ レ ミ ア ム | ス ー パ ー プ レ ミ ア ム |
| テンプレート2 (P,SP)         |                                                                                             |                                                                    | 花子でアレンジ 一太郎テンプレート                                                    |                                                     |                                                       |                                                                              |                                                                     |                                                                        |                                                                                |          | プ レ ミ ア ム | ス ー パ ー プ レ ミ ア ム |
| フォト レタッチソフト        |                                                                                             | Zoner Photo Studio X                                               | Zoner Photo Studio 18 HOME J                                                         | Zoner Photo Studio 17 HOME J                        | Zoner Photo Studio 16 HOME J                          | Zoner Photo Studio 15 HOME J                                                 | Zoner Photo Studio 13 HOME J                                        |                                                                        |                                                                                |          |                | ス ー パ ー プ レ ミ ア ム |
| 画像データーベース           | Britannica ImageQuest 1年間利用権                                                           | Britannica ImageQuest 1年間利用権                                  |                                                                                      |                                                     |                                                       |                                                                              |                                                                     |                                                                        |                                                                                |          |                | ス ー パ ー プ レ ミ ア ム |
| 百科事典等                   | ブリタニカ国際年鑑 250周年特別版                                                            | ブリタニカ国際年鑑 一太郎2018版                                    |                                                                                      | ブリタニカ 国際大百科事典 小項目版 2016             |                                                       |                                                                              |                                                                     |                                                                        |                                                                                |          |                | ス ー パ ー プ レ ミ ア ム |
| オンライン 百科事典 サービス |                                                                                             |                                                                    |                                                                                      | ブリタニカ・オンライン・ ジャパン利用権 (最長3年間) |                                                       |                                                                              |                                                                     |                                                                        |                                                                                |          |                | ス ー パ ー プ レ ミ ア ム |
| 音声認識ソフト               |                                                                                             |                                                                    |                                                                                      |                                                     |                                                       |                                                                              | ドラゴンスピーチ11J (ヘッドセットマイク付き)                        |                                                                        |                                                                                |          |                | ス ー パ ー プ レ ミ ア ム |
| OCRソフト                    |                                                                                             |                                                                    |                                                                                      |                                                     |                                                       |                                                                              |                                                                     | 一発！OCR Pro7                                                         |                                                                                |          |                | ス ー パ ー プ レ ミ ア ム |
| ガイドブック                 |                                                                                             |                                                                    | 一太郎・花子開発者監修 ガイドブック 花子でとことん一太郎                             | 一太郎開発者監修 ガイドブック とことん一太郎        | 30周年記念 イラスト部品ガイド20,000                   |                                                                              |                                                                     |                                                                        |                                                                                |          |                | ス ー パ ー プ レ ミ ア ム |
| 表計算ソフト                 | JUST Calc 4                                                                                 | JUST Calc 3 /R.3                                                   | JUST Calc 3 /R.2                                                                     | JUST Calc 3                                         | JUST Calc                                             | JUST Calc                                                                    | JUST Calc                                                           | JUST Calc                                                              | 三四郎2010                                                                     |          |                | ス ー パ ー プ レ ミ ア ム |
| プレゼンテー ションソフト    | JUST Focus 4                                                                                | JUST Focus 3 /R.3                                                  | JUST Focus 3 /R.2                                                                    | JUST Focus 3                                        | JUST Slide                                            | JUST Slide                                                                   | JUST Slide                                                          | JUST Slide                                                             | Agree 2010 ※JUST Slide [パーソナル] 無料ダウンロード権 (期間限定)。            |          |                | ス ー パ ー プ レ ミ ア ム |
| 入力機器 等                  |                                                                                             |                                                                    | 一太郎 プレミアムマウス 深紅 [Deep Red]                                              |                                                     | 一太郎モデル Intuos pen & touch small                 | 一太郎 マウス型スキャナ                                                      |                                                                     | 一太郎 ハンディスキャナー                                              | 一太郎ポータブル with oreplug                                                  |          |                | ス ー パ ー プ レ ミ ア ム |
| 記念ソフト                   |                                                                                             |                                                                    |                                                                                      |                                                     | 一太郎dash 30th                                       |                                                                              |                                                                     |                                                                        |                                                                                |          |                | ス ー パ ー プ レ ミ ア ム |

脚注(パッケージ1)
1. 1 2  Windows XP Professional x64 EditionはService Pack 2以上。
2. 1 2 3 4 5 6 7 8 9 10 11 12 13  IVS対応。
3. ↑  連綿体3書体は「平仮名の続け文字」のみ収録。
4. ↑  2017年3月「一太郎2017春盛(ハルモリ)キャンペーン」の期間限定で、「一太郎2017」登録ユーザーに、「一太郎2012承」に収録された「復刻版『連綿体フォント』＆縦書きベストマッチフォント 6書体」
(AR祥南真筆行書体M/AR祥南真筆行書連綿体M
AR行楷書体H/AR行楷連綿体H
AR行楷書体L/AR行楷連綿体L
AR楷書体M
AR教科書体M
ARペン楷書体L)ダウンロード権限。
5. 1 2 3 4  JIS第1、第2水準のみ対応。
6. 1 2 3 4 5 6  一太郎プレミアム、スーパープレミアムのみ対応。
7. 1 2  平仮名、片仮名、英数字、約物のみ。

## 一太郎2020、一太郎2020プラチナ以降
2020
- 2020年2月7日発売の「一太郎2020  / プラチナ[35周年記念版]」以降は、2011年から2019年まで個人向けに提供されていた「一太郎 / 一太郎プレミアム /  一太郎スーパープレミアム」という3つの商品構成を2つに改めた。
- 新規開発のスマートフォン・タブレット専用のメモアプリ「一太郎Pad」との連携がとられた。

2022
- 「一太郎2022  / プラチナ」では、買切りの「ATOK for Windows」の搭載を取りやめ、1年間の使用ライセンス「ATOK Passport [プレミアム] 1年 一太郎2022 (Tech Ver. 32.2)」が搭載された。

2023
- 「一太郎2023  / プラチナ」は、それぞれ通常パッケージ版とATOK Passportユーザー優待版があり、通常パッケージ版には、ATOK Passport [プレミアム](Tech Ver.33)の1年間のライセンスが付属するが、ATOK Passportユーザー優待版は、ATOK Passportユーザー向けの商品であるため付属しない。
- 「一太郎2023 プラチナ」の通常パッケージ版は従来通り表計算ソフト「JUST Calc」とプレゼンテーションソフト「JUST Focus」を収録するが、ATOK Passportユーザー優待版は、それに加えて「Microsoft Word」互換のワープロソフト「JUST Note」、「Microsoft Office」に標準搭載されているフォントと同等の構成の「JUST Officeリコーフォント」、「JUST Office モノタイプフォント」からなるオフィス統合ソフト「JUST Office 5 Personal」を個人向け商品としては初めて収録した。
- また、「花子」は単体販売終了に伴い「花子Personal」と改められ、個人向けとしては一太郎プラチナでのみ入手可能となった。

2024
- 一太郎がWindows 11の音声認識機能に対応した[注釈 9]。
- 2024年2月提供のATOKの新バージョン「ATOK Tech Ver.34」は、64bitネイティブ化したため、Windows 10 32bit(x86)環境は動作保証外になり、インストールすることは出来なくなった。

| 種別                      | 一太郎2025 | 一太郎2025 | 一太郎2024 | 一太郎2024 | 一太郎2023                                                                                      | 一太郎2023                                                                                      | 一太郎2022                                                                                          | 一太郎2021 | 一太郎2020 | 基本     | PT          |
| ------------------------- | --- | --- | --- | --- | ----------------------------------------------------------------------------------------------- | ----------------------------------------------------------------------------------------------- | --------------------------------------------------------------------------------------------------- | --- | --- | -------- | ----------- |
|                           | 通常版、 特別優待版、バージョンアップ版、 アカデミック版 | ATOK Passport ユーザー優待版 | 通常版、 特別優待版、バージョンアップ版、 アカデミック版                                                                                                 | ATOK Passport ユーザー優待版 | 通常版、 特別優待版、バージョンアップ版、 アカデミック版                                        | ATOK Passport ユーザー優待版                                                                    | 通常版、 特別優待版、バージョンアップ版、 アカデミック版                                            | 通常版、 特別優待版、バージョンアップ版、 アカデミック版 | 通常版、 特別優待版、バージョンアップ版、 アカデミック版                                                                                      |          |             |
| 発売日                    | 2025年 2月7日 | 2025年 2月7日 | 2024年 2月9日 | 2024年 2月9日 | 2023年 2月10日                                                                                  | 2023年 2月10日                                                                                  | 2022年 2月10日                                                                                      | 2021年 2月5日 | 2020年 2月7日 |          |             |
| 対応OS                    | Windows 11/10 | Windows 11/10 | Windows 11/10 | Windows 11/10 | Windows 11/10                                                                                   | Windows 11/10                                                                                   | Windows 11/10/8.1                                                                                   | Windows 10/8.1 | Windows 10/8.1 |          |             |
| ワープロソフト            | 一太郎2025 | 一太郎2025 | 一太郎2024 | 一太郎2024 | 一太郎2023                                                                                      | 一太郎2023                                                                                      | 一太郎2022                                                                                          | 一太郎2021 | 一太郎2020 | 一 太 郎 | プ ラ チ ナ |
| 日本語入力システム        | ATOK Passport [プレミアム] 1年 一太郎2025 | 非搭載 | ATOK Passport [プレミアム] 1年 一太郎2024 | 非搭載 | ATOK Passport [プレミアム] 1年 一太郎2023                                                       | 非搭載                                                                                          | ATOK Passport [プレミアム] 1年 一太郎2022                                                           | ATOK for Windows 一太郎2021 Limited | ATOK for Windows 一太郎2020 Limited | 一 太 郎 | プ ラ チ ナ |
| はがき作成・住所録管理    | - | - | - | - | -                                                                                               | -                                                                                               | 楽々はがき セレクト for 一太郎                                                                      | 楽々はがき セレクト for 一太郎 | 楽々はがき セレクト for 一太郎 | 一 太 郎 | プ ラ チ ナ |
| フォント                  | IPAmj明朝フォント | IPAmj明朝フォント | IPAmj明朝フォント | IPAmj明朝フォント | IPAmj明朝フォント                                                                               | IPAmj明朝フォント                                                                               | IPAmj明朝フォント                                                                                   | IPAmj明朝フォント | IPAmj明朝フォント | 一 太 郎 | プ ラ チ ナ |
| 文章校正ブレイン          | JUSTチェッカー | JUSTチェッカー | JUSTチェッカー | JUSTチェッカー | JUSTチェッカー                                                                                  | JUSTチェッカー                                                                                  | -                                                                                                   | - | - | 一 太 郎 | プ ラ チ ナ |
| 画像加工ソフト            | フォトモジ | フォトモジ | フォトモジ | フォトモジ | -                                                                                               | -                                                                                               | -                                                                                                   | - | フォトモジ | 一 太 郎 | プ ラ チ ナ |
| [35周年記念コンテンツ]    | - | - | - | - | -                                                                                               | -                                                                                               | -                                                                                                   | - | 昭和・平成・令和 時をかけるイラスト70 | 一 太 郎 | プ ラ チ ナ |
| 音声読み上げソフト        | 詠太15 | 詠太15 | 詠太14 | 詠太14 | 詠太13                                                                                          | 詠太13                                                                                          | 詠太12                                                                                              | 詠太11 | 詠太10 |          | プ ラ チ ナ |
| 辞書 (PT)                 | 岩波国語辞典 第八版 for ATOK | 岩波国語辞典 第八版 for ATOK | 明鏡国語辞典 第三版 for ATOK | 明鏡国語辞典 第三版 for ATOK | 三省堂国語辞典 for ATOK                                                                         | 三省堂国語辞典 for ATOK                                                                         | デジタル大辞泉 for ATOK                                                                             | 新明解国語辞典 第八版 for ATOK | 三省堂 スーパー大辞林 4.0(第四版) for ATOK |          | プ ラ チ ナ |
| 辞書 (PT)                 | - | - | - | - | -                                                                                               | -                                                                                               | -                                                                                                   | 新明解類語辞典 for ATOK | - |          | プ ラ チ ナ |
| 辞書 (PT)                 | - | - | ジーニアス英和辞典 第6版 for ATOK | ジーニアス英和辞典 第6版 for ATOK | -                                                                                               | -                                                                                               | -                                                                                                   | - | - |          | プ ラ チ ナ |
| 辞書 (PT)                 | - | - | ジーニアス和英辞典 第3版 for ATOK | ジーニアス和英辞典 第3版 for ATOK | -                                                                                               | -                                                                                               | -                                                                                                   | - | - |          | プ ラ チ ナ |
| フォント (PT)             | 株式会社モリサワ MJ-Pあおとゴシック StdN R MJ-P見出ミンMA1 StdN B TJS-漢字タイポス４１２ Std R                                                                                           | 株式会社モリサワ MJ-Pあおとゴシック StdN R MJ-P見出ミンMA1 StdN B TJS-漢字タイポス４１２ Std R                                                                                           | 株式会社 SCREEN グラフィックソリューションズ SJヒラギノUD角ゴ StdN W3 SJヒラギノUD角ゴ StdN W6                                                           | 株式会社 SCREEN グラフィックソリューションズ SJヒラギノUD角ゴ StdN W3 SJヒラギノUD角ゴ StdN W6                                                           | 株式会社イワタ J-イワタ中明朝体OldPr6N M J-イワタ横太明朝体OldPr6N R                            | 株式会社イワタ J-イワタ中明朝体OldPr6N M J-イワタ横太明朝体OldPr6N R                            | 凸版印刷株式会社 TJ-凸版文久明朝 Pr6N R TJ-凸版文久見出し明朝 StdN EB                               | フォントワークス FJS-筑紫明朝 Pr6N L FJS-筑紫Aオールド明朝 Pr6N L FJS-筑紫Aオールド明朝 Pr6N M FJS-筑紫Aオールド明朝 Pr6N E FJS-筑紫アンティークL明 Std L FJS-筑紫A見出ミン Std E（6書体） | 株式会社モリサワ MJ-リュウミンPr6N L-KL MJ-リュウミン Pr6N R-KL MJ-リュウミン Pr6N M-KL MJ-リュウミン Pr6N B-KL（4書体）                      |          | プ ラ チ ナ |
| フォント (PT)             | 株式会社 SCREEN グラフィックソリューションズ SJヒラギノ角ゴ ProN W2 SJヒラギノ明朝 ProN W2 SJヒラギノ丸ゴ StdN W2 SJこぶりなゴシック StdN W0                                             | 株式会社 SCREEN グラフィックソリューションズ SJヒラギノ角ゴ ProN W2 SJヒラギノ明朝 ProN W2 SJヒラギノ丸ゴ StdN W2 SJこぶりなゴシック StdN W0                                             | 株式会社 SCREEN グラフィックソリューションズ SJヒラギノUD丸ゴ StdN W3 SJヒラギノUD丸ゴ StdN W6                                                           | 株式会社 SCREEN グラフィックソリューションズ SJヒラギノUD丸ゴ StdN W3 SJヒラギノUD丸ゴ StdN W6                                                           | 株式会社イワタ J-イワタ超明朝ProN U                                                             | 株式会社イワタ J-イワタ超明朝ProN U                                                             | 凸版印刷株式会社 TJ-凸版文久ゴシック Pr6N R TJ-凸版文久ゴシック Pr6N DB TJ-凸版文久見出しゴ StdN EB | フォントワークス FJS-筑紫ゴシック Pro B FJS-筑紫オールドゴシック Std B FJS-筑紫アンティークLゴ Std B（3書体）                                                                              | 株式会社モリサワ MJ-UD黎ミン Pr6N L MJ-UD黎ミン Pr6N R MJ-UD黎ミン Pr6N M MJ-UD黎ミン Pr6N B（4書体）                                         |          | プ ラ チ ナ |
| フォント (PT)             | 有限会社字游工房 JJS文游明朝体 文麗かな StdN R | 有限会社字游工房 JJS文游明朝体 文麗かな StdN R | 株式会社 SCREEN グラフィックソリューションズ SJヒラギノUD明朝 StdN W4 SJヒラギノUD明朝 StdN W6                                                           | 株式会社 SCREEN グラフィックソリューションズ SJヒラギノUD明朝 StdN W4 SJヒラギノUD明朝 StdN W6                                                           | 株式会社イワタ J-イワタ福まるごStdN L J-イワタ福まるごStdN B                                    | 株式会社イワタ J-イワタ福まるごStdN L J-イワタ福まるごStdN B                                    | フォントワークス FJS-スーラ ProN DB                                                                 | フォントワークス FJS-筑紫A丸ゴシック Std R FJS-筑紫A丸ゴシック Std B（2書体） | 株式会社モリサワ MJ-UD新ゴ Pr6N L MJ-UD新ゴ Pr6N R MJ-UD新ゴ Pr6N M MJ-UD新ゴ Pr6N DB（4書体）                                                |          | プ ラ チ ナ |
| フォント (PT)             | 株式会社イワタ J-イワタ福まるごアソブ StdN B J-イワタ福まるごキザム StdN B J-イワタミンゴPro M J-イワタミンゴPro B                                                                       | 株式会社イワタ J-イワタ福まるごアソブ StdN B J-イワタ福まるごキザム StdN B J-イワタミンゴPro M J-イワタミンゴPro B                                                                       | 株式会社 SCREEN グラフィックソリューションズ SJヒラギノ行書 StdN W4 SJヒラギノ行書 StdN W8                                                               | 株式会社 SCREEN グラフィックソリューションズ SJヒラギノ行書 StdN W4 SJヒラギノ行書 StdN W8                                                               | 株式会社イワタ J-イワタ学参新教科書体ProN D J-イワタ学参新教科書体ProN E                        | 株式会社イワタ J-イワタ学参新教科書体ProN D J-イワタ学参新教科書体ProN E                        | フォントワークス FJS-ラグランパンチ Std UB                                                          | フォントワークス FJS-UD明朝 Pr6N L FJS-UD明朝 Pr6N B（2書体） | 株式会社モリサワ MJ-きざはし金陵 StdN M |          | プ ラ チ ナ |
| フォント (PT)             | 株式会社視覚デザイン研究所 VJ-VDL V7明朝 M VJ-VDL V7明朝 EB VJ-VDL V7ゴシック M VJ-VDL V7ゴシック B VJ-VDL V7丸ゴシック M VJ-VDL V7丸ゴシック B VJ-VDL ペンレター M VJ-VDL ペンレター DB | 株式会社視覚デザイン研究所 VJ-VDL V7明朝 M VJ-VDL V7明朝 EB VJ-VDL V7ゴシック M VJ-VDL V7ゴシック B VJ-VDL V7丸ゴシック M VJ-VDL V7丸ゴシック B VJ-VDL ペンレター M VJ-VDL ペンレター DB | 株式会社 SCREEN グラフィックソリューションズ SJこぶりなゴシック StdN W1 SJこぶりなゴシック StdN W3 SJこぶりなゴシック StdN W6 SJこぶりなゴシック StdN W9 | 株式会社 SCREEN グラフィックソリューションズ SJこぶりなゴシック StdN W1 SJこぶりなゴシック StdN W3 SJこぶりなゴシック StdN W6 SJこぶりなゴシック StdN W9 | 株式会社イワタ J-イワタ新ゴシック体ProN L J-イワタ新ゴシック体ProN R J-イワタ新ゴシック体ProN E | 株式会社イワタ J-イワタ新ゴシック体ProN L J-イワタ新ゴシック体ProN R J-イワタ新ゴシック体ProN E | フォントワークス FJS-キアロ Std B                                                                   | フォントワークス FJS-UD角ゴ̲ラージ Pr6N B FJS-UD角ゴ̲スモール Pr6N R（2書体） | 株式会社モリサワ MJ-A1明朝 Std Bold |          | プ ラ チ ナ |
| フォント (PT)             | - | - | 株式会社 SCREEN グラフィックソリューションズ SJヒラギノ丸ゴオールド StdN W4 SJヒラギノ丸ゴオールド StdN W6 SJヒラギノ丸ゴオールド StdN W8                | 株式会社 SCREEN グラフィックソリューションズ SJヒラギノ丸ゴオールド StdN W4 SJヒラギノ丸ゴオールド StdN W6 SJヒラギノ丸ゴオールド StdN W8                | 株式会社イワタ J-イワタUD新聞明朝Pro Mp J-イワタUD新聞ゴシックPro Dp                            | 株式会社イワタ J-イワタUD新聞明朝Pro Mp J-イワタUD新聞ゴシックPro Dp                            | フォントワークス FJS-ニューグレコ StdN DB                                                           | フォントワークス FJS-UD丸ゴ̲ラージ Pr6N B FJS-UD丸ゴ̲スモール Pr6N M（2書体） | 株式会社モリサワ MJ-解ミン 宙 Std M |          | プ ラ チ ナ |
| フォント (PT)             | - | - | - | - | 株式会社イワタ J-イワタ超明朝GRProN U                                                           | 株式会社イワタ J-イワタ超明朝GRProN U                                                           | フォントワークス FJS-パール Std L                                                                   | - | 株式会社モリサワ MJ-すずむし Std M |          | プ ラ チ ナ |
| フォント (PT)             | - | - | - | - | 株式会社イワタ J-イワタゴシックOldGRPr6N H                                                      | 株式会社イワタ J-イワタゴシックOldGRPr6N H                                                      | フォントワークス FJS-スキップ ProN D                                                                | - | 株式会社モリサワ MJ-正楷書CB1 Pr5 Regular |          | プ ラ チ ナ |
| フォント (PT)             | - | - | - | - | 株式会社イワタ J-イワタ明朝体OldゆらぎPr6N R J-イワタ太明体OldゆらぎPr6N B                      | 株式会社イワタ J-イワタ明朝体OldゆらぎPr6N R J-イワタ太明体OldゆらぎPr6N B                      | フォントワークス FJS-モード明朝Bラージ ProN M                                                       | - | 株式会社モリサワ FJS-スキップ ProN DMJ-隷書E1 Std Regular                                                                                     |          | プ ラ チ ナ |
| フォント (PT)             | - | - | - | - | -                                                                                               | -                                                                                               | -                                                                                                   | - | 株式会社モリサワ MJ-リュウミン オールドがな L MJ-リュウミン オールドがな R MJ-リュウミン オールドがな M MJ-リュウミン オールドがな B（4書体） |          | プ ラ チ ナ |
| フォント (PT)             | - | - | - | - | -                                                                                               | -                                                                                               | -                                                                                                   | - | 株式会社モリサワ MJ-ネオツデイ こがな L MJ-ネオツデイ こがな R MJ-ネオツデイ こがな M MJ-ネオツデイ こがな DB（4書体）                        |          | プ ラ チ ナ |
| 統合グラフィックソフト    | 花子Personal | 花子Personal | 花子Personal | 花子Personal | 花子Personal                                                                                    | 花子Personal                                                                                    | 花子2022                                                                                            | 花子2021 | 花子2020 |          | プ ラ チ ナ |
| 電子メールクライアント    | - | - | - | - | -                                                                                               | -                                                                                               | -                                                                                                   | - | Shuriken 2018 |          | プ ラ チ ナ |
| PDF作成・編集ソフト       | JUST PDF 6 [作成・編集・データ変換] | JUST PDF 6 [作成・編集・データ変換] | JUST PDF 5 [作成・編集・データ変換] | JUST PDF 5 [作成・編集・データ変換] | JUST PDF 5 [作成・編集・データ変換]                                                             | JUST PDF 5 [作成・編集・データ変換]                                                             | JUST PDF 5 [作成・編集・データ変換]                                                                 | JUST PDF 4 [作成・編集・データ変換] | JUST PDF 4 [作成・編集・データ変換] |          | プ ラ チ ナ |
| ワープロソフト            | - | JUST Note 5 | - | JUST Note 5 | -                                                                                               | JUST Note 5                                                                                     | -                                                                                                   | - | - |          | プ ラ チ ナ |
| 表計算ソフト              | JUST Calc 5 | JUST Calc 5 | JUST Calc 5 | JUST Calc 5 | JUST Calc 5                                                                                     | JUST Calc 5                                                                                     | JUST Calc 4/R.2                                                                                     | JUST Calc 4/R.2 | JUST Calc 4/R.2 |          | プ ラ チ ナ |
| プレゼンテー ションソフト | JUST Focus 5 | JUST Focus 5 | JUST Focus 5 | JUST Focus 5 | JUST Focus 5                                                                                    | JUST Focus 5                                                                                    | JUST Focus 4/R.2                                                                                    | JUST Focus 4/R.2 | JUST Focus 4/R.2 |          | プ ラ チ ナ |
| フォント2                 | - | JUST Office リコーフォント | - | JUST Office リコーフォント | -                                                                                               | JUST Office リコーフォント                                                                      | -                                                                                                   | - | - |          | プ ラ チ ナ |
| フォント3                 | - | JUST Office モノタイプフォント | - | JUST Office モノタイプフォント | -                                                                                               | JUST Office モノタイプフォント                                                                  | -                                                                                                   | - | - |          | プ ラ チ ナ |
| 画面キャプチャソフト      | 画面カッター Neo2 | 画面カッター Neo2 | 画面カッター Neo | 画面カッター Neo | 画面カッター Neo                                                                                | 画面カッター Neo                                                                                | 画面カッター Neo                                                                                    | - | - |          | プ ラ チ ナ |

脚注(パッケージ2)
1. ↑  既ユーザー向け。直営ショップ（Just MyShop）でのみの販売商品。
2. ↑  幼稚園、保育園以上の教職員、中学生以上の生徒・学生が対象。直営ショップ（Just MyShop）でのみの販売商品。
3. ↑  ATOK Passport［プレミアム］年間プラン等の契約者であることが購入条件。(通常版、特別優待版、バージョンアップ版、アカデミック版の「一太郎 / プラチナ」の登録ユーザーは、同梱の「ATOK Passport［プレミアム］1年 一太郎」を「ATOK Passport［プレミアム］年間プラン」に更新する必要あり。)直営ショップ（Just MyShop）でのみの販売商品。
4. ↑  「ATOK for Windows」、「JUST PDF 6」は64ビット版Windowsが必須。
5. ↑  「JUST PDF 5 [データ変換]」は64ビット版Windowsが必須。
6. 1 2  「JUST PDF 5」はWindows 11/10対応、Windows 8.1以前のWindowsには非対応。「JUST PDF 5 [データ変換]」は64ビット版Windowsが必須。
7. 1 2 3  1年間のライセンス、10台まで使用可能、Windows/Mac/Android/iOSの4つのOSに対応。
8. 1 2 3  既に「ATOK Passport [プレミアム] 年間プラン」を契約している人向け。
9. ↑  ATOK 40周年記念、1年間のライセンス、10台まで使用可能、Windows/Mac/Android/iOSの4つのOSに対応。
10. ↑  ブラウザー拡張機能、利用には「一太郎2023」以降の一太郎のインストールが必須。Windows 11/10のそれぞれHome/Proのエディションのデスクトップで動作する。ARM版 Windowsは動作保証外。2023年2月10日時点で、「Google Chrome」、「Microsoft Edge」に対応。
11. ↑  35周年記念ソフト。
12. ↑  2022年1月『三省堂国語辞典 第八版』より。
13. ↑  横組み専用の書体。
14. ↑  64ビット版Windowsが必須。
15. ↑  「JUST Office リコーフォント」はMicrosoft Officeに標準搭載されているフォントである。Office 2016で追加された「游ゴシック」、「游明朝」については、Windows 8.1以降のWindowsには標準搭載しているため含まれない。
HG明朝E、HGP明朝E、
HGS明朝E
HG明朝B、HGP明朝B、HGS明朝B
HGゴシックE、HGPゴシックE、HGSゴシックE
HGゴシックM、HGPゴシックM、HGSゴシックM
HG丸ゴシックM-PRO
HG創英角ゴシックUB、HGP創英角ゴシックUB、HGS創英角ゴシックUB
HG創英角ポップ体、HGP創英角ポップ体、HGS創英角ポップ体
HG創英プレゼンスEB、HGP創英プレゼンスEB、HGS創英プレゼンスEB
HG教科書体、HGP教科書体、HGS教科書体
HG行書体、HGP行書体、HGS行書体
HG正楷書体-PRO。
16. ↑  「JUST Office モノタイプフォント」
Arial Narrow
Book Antiqua
Bookman Old Style
Century Gothic
Century
Garamond
Monotype Corsiva
MS Reference Sans Serif
MS Reference Specialty
OCR-B Letterpress M Standard
Wingdings 2
Wingdings 3

## 一太郎の日
2010年6月23日、ジャストシステムは8月28日が初代一太郎の発売日として、「一太郎の日」と日本記念日協会から認定されたと発表した。